# 조윤길
조윤길(趙潤吉, 1949년 7월 4일 ~ )은 대한민국의 공무원, 정치인이다. 민선4·5·6기 옹진군수를 역임했다.

## 학력
- 1962년 백령국민학교 졸업
- 1965년 백령중학교 졸업
- 1968년 경기수산고등학교 졸업
- 1993년 한국방송통신대학교 행정학 학사

### 비학위 수료
- 2004년 인하대학교 행정대학원 고위행정연구과정 수료

## 경력
- 인천광역시청 자치행정국장
- 옹진군청 기획감사실장
- 경기도청 지역계획과 지역관리계장
- 경기도청 생활체육과 시설관리계장
- 경기도청 청소년과 청소년계장
- 옹진군 부군수실 근무
- 경기도청 기획담당관실 근무
- 부천시청 새마을과장
- 부천시청 사회과장
- 인천광역시청 특수기획계장
- 인천광역시청 공직자윤리위원
- 인천광역시청 인사위원
- 제37·38·39대 옹진군수
- 전국시장구청장군수협의회 지역공동부회장
- 2020년 3월 윤상현 4·15총선 미추홀희망캠프 정치발전위원회 공동위원장

## 수상
- 1988년 국무총리 표창
- 1998년 대통령상

## 역대 선거 결과
|  | 44.08% |

|  | 0% |

|  | 65.75% |